# Richard Diamond
Richard Martin Diamond (* 7. Januar 1924 in Los Angeles; † 14. September 2007) war ein US-amerikanischer Physiker und Chemiker, der sich mit experimenteller Kernphysik und Kernchemie befasst.

## Leben
Diamond studierte an der UCLA mit dem Bachelor-Abschluss sowohl in Physik als auch in Chemie 1947 und wurde 1951 an der University of California, Berkeley, bei Glenn T. Seaborg mit dem Thema An ion exchange study of hybridized 5f bonding in the actinides promoviert. Als Post-Doktorand war er Instructor für Chemie an der Harvard University. 1954 wurde er Assistant Professor an der Cornell University und 1958 Mitglied des Lawrence Berkeley National Laboratory. Er blieb dort den Rest seiner Karriere, wurde Senior Scientist des Labors und erhielt 1991 Emeritus Status. Er war bis zu seinem Tod am Labor wissenschaftlich aktiv.
Er befasste sich mit Physikalischer Chemie und Kernchemie, ist aber insbesondere bekannt für Untersuchungen zur Kernstruktur von Atomkernen in Hochspinzuständen. Um die dabei auftretenden Kaskaden von Gammazerfällen zu beobachten entwickelte er mit Frank S. Stephens (ebenfalls aus dem Lawrence Berkeley Lab) das High Energy Resolution Array (mit 21 Gammastrahlen-Halbleiterdetektoren aus Germanium) und später einen Gammasphere genannten kugelförmigen Detektor, der 1993 bis 1997 am 88-Inch Zyklotron des Lawrence Berkeley Lab gebaut wurde. Die fortentwickelte Version des Detektors ist am Argonne National Laboratory.
1980 erhielt er mit Stephens den Tom-W.-Bonner-Preis für Kernphysik und 1993 erhielt er den Glenn T. Seaborg Award for Nuclear Chemistry der American Chemical Society. 1991 erhielt er den Humboldt-Forschungspreis. Er ist Fellow der American Physical Society, der American Chemical Society und der American Association for the Advancement of Science.
1966/67 war er als Guggenheim Fellow am Niels-Bohr-Institut in Kopenhagen, 1976 als Fulbright Fellow an der Australian National University in Canberra und 1966 Mitglied einer US-Delegation von Physikern in der Sowjetunion. 1983 bis 1986 (als Ko-Organisator) und 1988 bis 1990 war er am Tandem Linearbeschleuniger des Holifield Schwerionenbeschleunigers des Oak Ridge National Laboratory, 1983 und 1997 bis 1990 an den Chalk River Kernforschungs-Laboratorien und 1983 am Brookhaven National Laboratory.
1972 bis 1974 war er Mitglied des externen Begutachtungskomitees für die Physikabteilung des Oak Ridge Labors.
Er war von der Neuroanatomin Marian Cleeves Diamond (1926–2017), Professorin in Berkeley, geschieden und hatte vier Kinder.